# Стшемешна
Стшемешна (пол. Strzemeszna) — село в Польщі, у гміні Черневиці Томашовського повіту Лодзинського воєводства.
Населення — 176 осіб (2011).
У 1975-1998 роках село належало до Пйотрковського воєводства.

## Демографія
Демографічна структура станом на 31 березня 2011 року:
|          | Загалом | Допрацездатний вік | Працездатний вік | Постпрацездатний вік |
| -------- | ------- | ------------------ | ---------------- | -------------------- |
| Чоловіки | 85      | 17                 | 59               | 9                    |
| Жінки    | 91      | 18                 | 54               | 19                   |
| Разом    | 176     | 35                 | 113              | 28                   |